# 銷售奇姬
《銷售奇姬》（英語：Ace of Sales），是一部於2016年上映的職場喜劇劇情電影。由白歆惠、納豆、林美秀、那維勳、黃健瑋、朱芷瑩、禹安領銜主演。台灣於2016年9月2日上映。

## 劇情簡介
陳夙芬（白歆惠 飾）因工作失誤被炒，瞬間成職場敗將。原想藉轉職找份盯著螢幕敲鍵盤的工作，不料求職不順，卡債一路高築。水電工老公方智凱（納豆 飾）即使日以繼夜修水電仍難養家，夙芬只好暫接下賣場推銷工作。糟糕的是，由於放不下身段，業績始終掛蛋，看著前輩美秀（林美秀 飾）口若懸河業績響噹噹，只能眼巴巴乾羨慕。
夙芬跟智凱的長短腳之戀從不被看好，但智凱一直是夙芬的福星。他因修水電誤打誤撞認識討債人也曾是銷售天王的潔哥（那維勳 飾）團隊，潔哥因與夙芬誤會而自願傳授夙芬祕技，使得她與美秀同時轉職進入電視購物台時，脫胎換骨。不久，本被看衰的夙芬被副總經理Sean（黃健瑋 飾）提拔為主持人，開始與美秀匹敵。當銷售數字隨著兩位購物天后的祕技而展開競逐時，眼見一場雙姬對戰一觸即發，不料，居然殺出程咬金，即將逆轉結局！

## 演員陣容

### 主要演員
| 演員姓名 | 角色名稱 | 介紹 |
| 白歆惠   | 陳夙芬‬   | 方智凱的老婆，在購物頻道上班。                                                                                    |
| 納豆     | 方智凱   | 陳夙芬的老公，是一名水電工。                                                                                      |
| 林美秀   | 美秀     | 與陳夙芬同時期進公司，並與她互相競爭業績。                                                                        |
| 那維勳   | 潔哥     | 因蘿絲把合夥開的徵信社裡的現金偷走，而留下一堆貨品，迫使自己將貨品賣出，曾獲得銷售天王的獎座。 現在則是討債大哥。 |
| 朱芷瑩   | 蘿絲     | 為了方智凱而進購物頻道扯陳夙芬的後腿，後來卻讓銷售成績變更好；後來卻於節目中挾持陳夙芬。                          |
| 黃健瑋   | Sean     | 電視購物台的副總，與陳夙芬有曖昧關係。                                                                            |

### 其他演員
| 演員姓名 | 角色名稱     | 介紹                                                                                        |
| 王夢麟   | 夙芬‬父       |                                                                                             |
| 陳盈潔   | 夙芬‬母       |                                                                                             |
| 謝盈萱   | 瑪麗姐       | 電視購物台的銷售員，但是卻因仗著自己業績好，對代言的商品挑三揀四，而使業績下滑。 最後辭職。 |
| 馬力歐   | 賣場經理     |                                                                                             |
| 鄭茵聲   | 盧碧枝       | 陳夙芬的同學兼好朋友。                                                                      |
| 許展榮   | Prada        | 討債小弟。                                                                                  |
| 許展瑞   | Gucci        | 討債小弟。                                                                                  |
| 張少懷   | 乞丐         |                                                                                             |
| 蔡亘晏   | 賈白荷       | 陳夙芬的同學。                                                                              |
| 禹安     | 安姊         | 電視購物台的銷售專家。                                                                      |
| 鄧九雲   | 周姊         |                                                                                             |
| 張鈞     | 鈞哥         |                                                                                             |
| 王自強   | 銷售公司經理 | 陳夙芬第一份工作的上司。                                                                    |

## 電影歌曲
| 曲別 | 歌名     | 演唱者 | 作詞   | 作曲                                   |
| 插曲 | 想念自己 | 陳嘉樺 | 施人誠 | Paul Oxley、David Neisser、Chazz Traxx |

## 工作人員
- 監製 ：葉如芬
- 導演：卓立
- 編劇：李庭瑜、卓立
- 製作公司：威像電影

## 外部連結
- 華聯國際的Facebook專頁
- 香港影庫上《銷售奇姬》的資料（繁體中文）
- Yahoo奇摩電影上《銷售奇姬》的資料（繁體中文）
- 開眼電影網上《銷售奇姬》的資料（繁體中文）
- 时光网上《銷售奇姬》的資料（简体中文）
- 豆瓣电影上《銷售奇姬》的資料 （简体中文）
- 互联网电影数据库（IMDb）上《銷售奇姬》的资料（英文）
- YouTube上的電影【銷售奇姬】正式預告Official Trailer HD ‧ 9月2日‧雙姬對決，一觸即發！.2016年8月4日.（繁體中文）